# Maroc aux Jeux olympiques d'hiver de 2022
Le Maroc participe aux Jeux olympiques d'hiver de 2022 à Pékin en Chine du 9 au 20 février 2022. Il s'agit de sa huitième participation à des Jeux d'hiver.
La délégation marocaine à Pékin est composée de quatre personnes : le skieur Yassine Aouich, Nourddine Bouchaal en tant qu'accompagnateur, Mahdi Idhya en tant que technicien et Manal Lazaar en tant que cheffe de mission.

## Résultats

### Ski alpin
Yassine Aouich, skieur de 31 ans natif d'Ifrane, parvient à décrocher un quota sur le slalom et le slalom géant même s'il est classé au-delà de la 3700e place.
| Athlète        | Épreuve      | 1re manche | 1re manche | 2e manche | 2e manche | Total   | Total   |
| Athlète        | Épreuve      | Temps      | Rang       | Temps     | Rang      | Temps   | Rang    |
| -------------- | ------------ | ---------- | ---------- | --------- | --------- | ------- | ------- |
| Yassine Aouich | Slalom géant | Abandon    | Abandon    | Éliminé   | Éliminé   | Éliminé | Éliminé |